# 韓民求
韓民求（ハン・ミング、한민구，1953年8月30日 - ）は、大韓民国の軍人。階級は予備役陸軍大将。第44代国防部長官を務めた。本貫は清州韓氏。
2014年6月30日から2017年7月13日までの約3年間、国防部長官を務めた。在任中の2016年11月には、日韓軍事情報協定の締結では韓国側を代表して署名している。